# 호포차량사업소
호포차량사업소(湖浦車輛事業所)는 대한민국 경상남도 양산시 동면 가산리에 있는 부산교통공사 부산 도시철도 2호선의 차량기지다. 

## 개요
부산교통공사 2000호대 전동차의 전 편성에 대한 관리 및 경/중검수와 주박, 부산교통공사 3000호대 전동차의 중검수를 담당한다. 이 차량기지 내에 부산 도시철도 2호선의 호포역이 있다. 부산 도시철도 2호선의 호포역과 입·출고 선로가 연결되어 있고, 이동 통로가 있다. 이 차량기지 근처에 BTC 아카데미(舊.부산교통공사 교육원)가 있다. 비수도권 차량기지 중 가장 규모가 크다. 

## 배선도
호포역과 이 차량기지의 배선도는 다음과 같다. 양산역에 종착한 부산교통공사 2000호대 전동차는 회차선으로 들어갔다가 상행(장산 방향) 승강장을 통해 호포역까지 회송 후 연결된 입고 선로를 타고, 이 차량기지로 입고하고, 호포역에 종착한 부산교통공사 2000호대 전동차는 연결된 입고 선로를 타고, 이 차량기지로 입고한다. 이 차량기지 및 부산 도시철도 2호선 지상 구간(양산역~금곡역)에 문제가 발생하였을 경우에는 부산교통공사 2000호대 전동차가 화명역에서 회차하며, 장산역과 입·출고 선로가 연결되어 있는 장산주박기지에서 검수를 대신한다. 부산교통공사 3000호대 전동차는 부산 도시철도 3호선의 대저차량사업소 1대의 연약지반, 덕천역~구포역 사이의 구배 문제로 부산 도시철도 3호선의 중정비 대상 열차는 수영역~광안역 사이의 연결 선로를 타고, 부산 도시철도 2호선의 호포역까지 회송하여 이 차량기지로 입고한다. 심야에 부산 도시철도 2호선 40편성이 주박한다.

## 업무
- 부산교통공사 2000호대 전동차 입·출고 검수관리
- 부산교통공사 3000호대 전동차 중정비